# Сан Лоренцело
Сан Лоренцѐло (на италиански: San Lorenzello; на неаполитански: Santu Lurienz, Санту Луриенцъ) е село и община в Южна Италия, провинция Беневенто, регион Кампания. Разположено е на 250 m надморска височина. Населението на общината е 2364 души (към 2010 г.).